# Gabriel de Lurbe
Gabriel de Lurbe, ou Gabril Lurbaeus, naît vers 1538 à Bordeaux. Il y exerce des fonctions juridiques à la cour du Parlement de Bordeaux et, en 1572, devient procureur-syndic de la Jurade. Son ouvrage Chroniques bourdeloises en fait le premier chroniqueur de la ville de Bordeaux, où il meurt en 1613.

## Biographie
Gabriel de Lurbe, né vers 1538, est le fils de Bardollet Delurbe, bourgeois et marchand à Bordeaux, et de Mathurine de Sans. Il fait ses études au Collège de Guyenne.
Il épouse Jeanne Desaulx le 29 juin 1564, fille de Jane Faure et de Ramond Desaulx, capitaine de la ville et une des victimes de la répression royale après la révolte de la gabelle en 1548. Le couple a deux fils, Isaac et Pierre.
Gabriel de Lurbe est nommé avocat au Parlement de Bordeaux en 1562, puis peu après il est pourvu des charges de juge ordinaire et puis de substitut du procureur général. Le 2 avril 1571, il remplace François de La Rivière comme procureur-syndic,. Il est confirmé dans ses fonctions par lettres patentes du 21 novembre 1586, charge qu'il transmet à son fils Isaac en 1594. En 1581, Gabriel est élu jurat pour la seconde fois. Il est anobli en juin 1589.
Il meurt à Bordeaux en 1613.

### Descendance
Son fils aîné Isaac suit ses traces et devient un avocat respecté au Parlement de Bordeaux.
Le cadet, Pierre, a des prétentions littéraires et signe des sonnets et distiques pour les trois premiers ouvrages de Gabriel. Il devient chanoine et archidiacre de Blaye, en l'église métropolitaine Saint-André de Bordeaux, auditeur général du Cardinal de Sourdis, archevêque de Bordeaux. Il est également premier supérieur et directeur des Ursulines de Bordeaux. Pierre est l'auteur de deux ouvrages sur des sujets religieux,. 

## Œuvres
Ce n'est qu'une fois retiré du Parlement de Bordeaux en 1589 que Gabriel de Lurbe commence à publier ses écrits personnels sur la ville. Il devient ainsi le premier chroniqueur bordelais. Grâce à sa formation humaniste au Collège de Guyenne, il est aussi l'auteur de plusieurs opuscules en latin.
Entre 1589 et 1594, il publie huit livres sur l'histoire de l'Aquitaine, les ancêtres célèbres, les écoles, et les cours d'eau régionaux :
- Burdigalensium rerum, chronicon. Auctore Gab. Lurbeo I. C. Procuratore et Syndico Civitatis Burdigalensis. Editio secunda aucta et recognita, Bordeaux, Simon Millanges, 1589, 60 p. (lire en ligne).
- Burdigalensium rerum, chronicon. Auctore Gab. Lurbeo I. C. Procuratore et Syndico Civitatis Burdigalensis. Editio secunda aucta et recognita, Bordeaux, Simon Millanges, 1590, 60 p. (lire en ligne).
- De Illustribus Aquitaniae viris, Constantino magno usque ad nostra tempora, libellus. Auctore Gab. Lurbeo, I.C. procuratore et syndico civitatis Burdigalensis, Bordeaux, Simon Millanges, 1591, 148 p. (lire en ligne).
- De Scholis literariis omnium gentium Gab. Lurbei J.C. procuratoris et syndici civitatis Burdigalensis commentarius, Bordeaux, Simon Millanges, 1592, 72 p. (lire en ligne).
- Les anciens statuts de la ville et cité de Bourdeaus, enrichis d'aucuns nouveaux statuts, de plusieurs réglemens et annotations., Bordeaux, Simon Millanges, 1593, 385 p. (lire en ligne).
- Garumna, Aurigera, Tarnis, Oldus, Durannius, Aturrus et Carantonus. Cum onomastico gallico omnium Aquitaniae urbium, additis è regione latinis nominibus, quae apud antiquos scriptores leguntur, Bordeaux, Simon Millanges, 1593, 62 p. (lire en ligne).

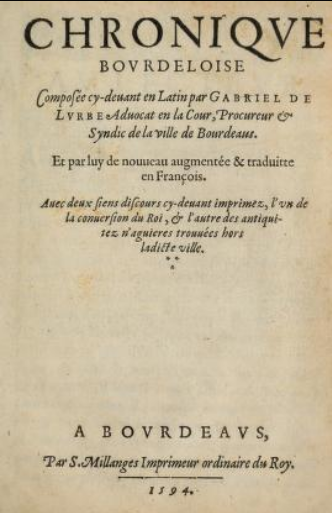
Gabriel de Lurbe, Chronique bourdeloise., 1594.

- Chronique bourdeloise, composée cy-devant en latin par Gabriel de Lurbe,... et par luy de nouveau augmentée & traduitte en françois. Avec deux siens discours cy-devant imprimez, l'un de la conversion du Roi, & l'autre des antiquitez n'aguières trouvées hors ladicte ville, Bordeaux, Simon Millanges, 1594, 158 p. (disponible sur Internet Archive).

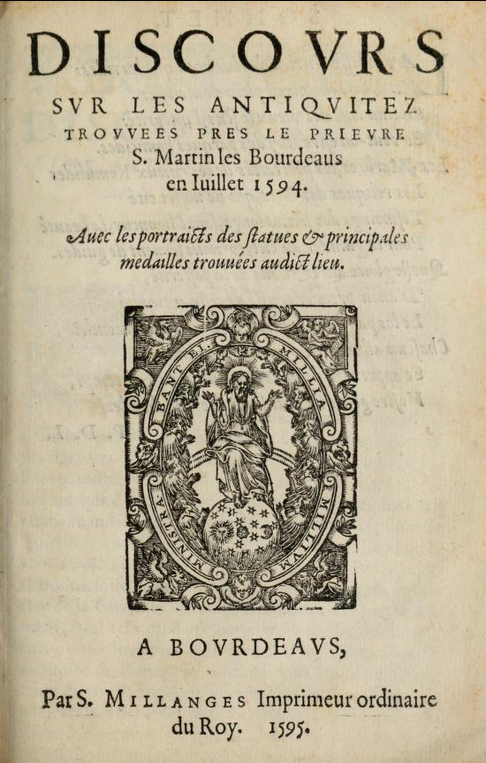
Gabriel de Lurbe, Discours sur les antiquités, 1595.

- Discours sur les antiquitez trouvées près le prieuré S. Martin lès Bourdeaus en juillet 1594 ... par M. G. D. L., Bordeaux, Simon Millanges, 1594, 22 p. (lire en ligne sur Gallica).

Le livre suivant, publié peu avant sa mort, compile tout ce qui concerne le gouvernement de la ville (élections, justice, police, port, commerce, urbanisme et vie quotidienne de la cité) :
- Anciens et nouveaux statuts de la ville et cité de Bourdeaus. Esquels sont contenues les ordonnances requises pour la police de ladicte ville, & de tous les estats & maistrises d'icelle. Avec un indice des principales matieres, Bordeaux, Simon Millanges, 1612, 336 p. (lire en ligne).

Les Chroniques bourdeloises ont provoqué un engouement populaire. Après le décès de Gabriel de Lurbe, le livre est réédité et réactualisé par Jean Darnal en 1619 et Fronton du Duc jusqu'en 1620, Jean de Ponthellier en 1672 et Jean de Tillet en 1703 :
- Gabriel de Lurbe et Jean Darnal, Chronique bourdeloise composée cy devant en latin par Gabriel de Lurbe, advocat en la cour, procureur et syndic de la ville de Bourdeaus. Et par luy de nouveau augmentée et traduite en françois. Avec deux siens discours cy-devant imprimez, l'un de la conversion du Roy, et l'autre des antiquitez n'aguières trouvées hors ladicte ville. Depuis continuée et augmentée par Jean Darnal escuyer, advocat audict parlement, et n'aguieres clerc ordinaire en ladicte ville, jusqu'en l'année présente, Bordeaux, Simon Millanges, 1619, 65 p. (lire en ligne).

- Gabriel de Lurbe, Jean Darnal, Fronton du Duc et Michel La Forcade, Chronique bourdeloise composée cy-devant en latin par Gabriel de Lurbe,... et par luy de nouveau augmentée et traduite en françois . Avec deux siens discours cy-devant imprimez, l'un de la conversion du Roy et l'autre des antiquitez n'aguières trouvées hors la dicte ville. Depuis continuée et augmentée par Jean Darnal... jusqu'en l'année présente, Bordeaux, Simon Millanges, 1619-1620, 381 p. (lire en ligne sur Gallica).

- Gabriel de Lurbe, Chronique bourdeloise, composée cy-devant en latin et de nouveau augmentée et traduite en françois par l'auteur, corrigé et augmenté depuis l'année 1620 jusques à présent, Bordeaux, Mongiron-Millanges, 1672.

- Gabriel de Lurbe et Jean de Tillet, Chronique bordeloise , corrigée et augmentée depuis l'année 1671 jusqu'au passage du roi d'Espagne... l'année 1701, imprimée... par les soins de Me Tillet,... - Supplément des Chroniques de la noble ville et cité de Bourdeaux, par Jean Darnal,... - Continuation à la Chronique bourdeloise, commençant l'année 1620 jusqu'à présent. - Continuation [par J. de Tillet] de la Chronique bourdeloise, depuis le mois de décembre 1671 jusques à la fin de 1700., Bordeaux, Simon Boé, 1703, 740 p. (lire en ligne sur Gallica).